# Cortinarius luteirufescens
Cortinarius luteirufescens är en svampart som först beskrevs av Bougher, och fick sitt nu gällande namn av Peintner & M.M. Moser 2002. Cortinarius luteirufescens ingår i släktet Cortinarius och familjen spindlingar.   Inga underarter finns listade i Catalogue of Life.